# Buckeye (Iowa)
Buckeye é uma cidade localizada no estado americano de Iowa, no Condado de Hardin.

## Demografia
Segundo o censo americano de 2000, a sua população era de 110 habitantes. 
Em 2006, foi estimada uma população de 99, um decréscimo de 11 (-10.0%).

## Geografia
De acordo com o United States Census Bureau tem uma área de 
2,6 km², dos quais 2,6 km² cobertos por terra e 0,0 km² cobertos por água.

## Localidades na vizinhança
O diagrama seguinte representa as localidades num raio de 16 km ao redor de Buckeye. 